# Perplexity AI
Perplexity AI – internetowa wyszukiwarka treści, która wykorzystuje duże modele językowe (LLM) do odpowiadania na zapytania. Twórca oprogramowania, Perplexity AI, Inc., ma siedzibę w San Francisco w Kalifornii.
Założona w 2022 roku platforma Perplexity tworzy odpowiedzi, korzystając ze źródeł w Internecie i cytując linki w odpowiedziach. Perplexity działa w oparciu o model freemium; darmowy produkt wykorzystuje samodzielny model LLM firmy oparty na GPT-3.5 z przeglądarką, natomiast płatna wersja Perplexity Pro ma dostęp do GPT, Claude, Grok i wewnętrznych modeli Perplexity. W pierwszym kwartale 2024 roku liczba użytkowników miesięcznie osiągnęła 15 milionów.

## Historia

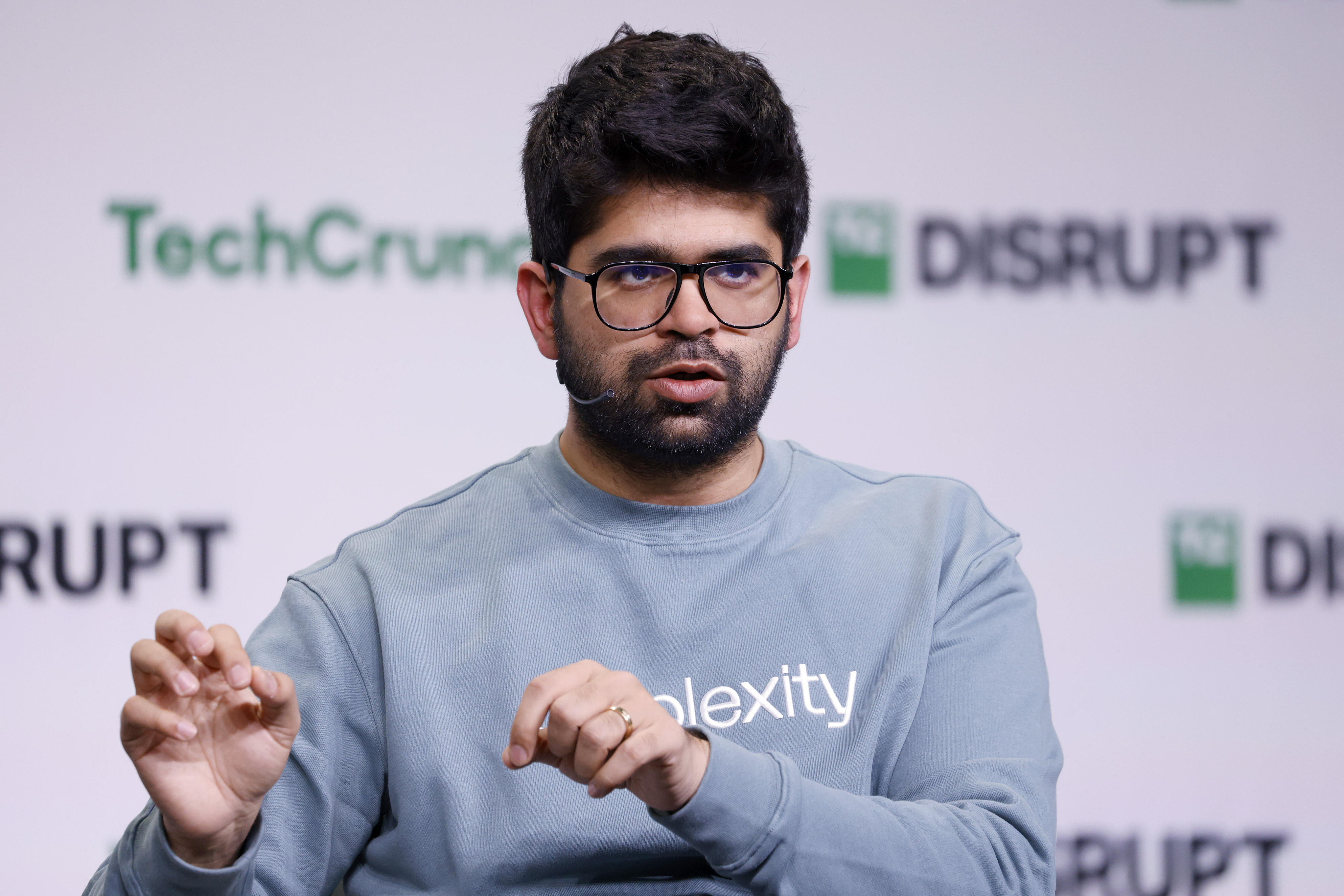
Aravind Srinivas na konferencji TechCrunch Disrupt 2024

Perplexity powstało w 2022 roku dzięki współpracy Aravinda Srinivasa, Andy’ego Konwinskiego, Denisa Yaratsa i Johnny’ego Ho, inżynierów z doświadczeniem w systemach back-end, sztucznej inteligencji (AI) i uczeniu maszynowym:
- Srinivas, CEO, pracował w OpenAI przy sztucznej inteligencji,
- Konwinski był jednym z założycieli Databricks,
- Yarats, dyrektor techniczny, był naukowcem zajmującym się sztuczną inteligencją w firmie Meta,
- Ho, dyrektor ds. strategii, pracował jako inżynier w firmie Quora, a następnie jako trader ilościowy na Wall Street[5].

Do 2024 roku Perplexity pozyskało 165 milionów dolarów finansowania, a wycena firmy wynosi ponad 1 miliard dolarów. Wśród inwestorów znaleźli się Jeff Bezos, Nvidia, Databricks, Bessemer Venture Partners, Susan Wojcicki, Jeff Dean, Yann LeCun, Andrej Karpathy, Nat Friedman i Garry Tan.
Od listopada 2024 r. Perplexity pozyskuje 500 mln USD w rundzie finansowania, co podniosłoby jej wycenę do 9 mld USD.
18 listopada 2024 r. Perplexity uruchomiło platformę handlową, aby przyciągnąć większą liczbę użytkowników. Wspierają ją Amazon i Nvidia.

## Kontrowersje
W czerwcu 2024 roku „Forbes” publicznie skrytykował Perplexity za wykorzystanie ich treści. Według „Forbesa”, Perplexity opublikował historię, która w dużej mierze została skopiowana z zastrzeżonego artykułu „Forbesa”, bez wymienienia go ani wyraźnego cytowania. W odpowiedzi Srinivas stwierdził, że funkcja ma pewne „niedociągnięcia” i przyjął uwagi, utrzymując jednak, że Perplexity jedynie „agreguje” informacje, a nie je plagiatuje.
Pod koniec tego samego miesiąca niezależne dochodzenia przeprowadzone przez magazyn „Wired” oraz twórcę stron internetowych Robba Knighta wykazały, że Perplexity nie respektuje standardu robots.txt, który pozwala stronom internetowym na uniemożliwienie pobierania treści przez roboty sieciowe, mimo że Perplexity twierdzi coś przeciwnego. Perplexity publicznie udostępnia również zakresy adresów IP i ciągi agentów użytkownika swoich robotów sieciowych, ale według „Wired” i Robba Knighta, ignorując plik robots.txt, używają one nieujawnionych adresów IP i fałszywych ciągów agentów użytkownika. W odpowiedzi Srinivas stwierdził w wywiadzie telefonicznym, że „Perplexity nie ignoruje protokołu wykluczeń robotów... Nie polegamy tylko na naszych własnych robotach indeksujących, polegamy również na robotach indeksujących innych firm”. Srinivas wyjaśnił, że robot indeksujący zidentyfikowany przez „Wired” był własnością zewnętrznego dostawcy. „Wired” stwierdził również, że w niektórych przypadkach Perplexity może streszczać „nie faktyczne artykuły informacyjne, ale rekonstrukcje tego, co mówią, na podstawie adresów URL i śladów pozostawionych w wyszukiwarkach, takich jak wyciągi i metadane, oferując podsumowania rzekomo oparte na bezpośrednim dostępie do odpowiedniego tekstu”. Na pytanie, czy Perplexity zaprzestanie scrapowania treści „Wired” przy użyciu stron trzecich, Srinivas odpowiedział, że „to skomplikowane”.
Amazon Web Services, który hostuje robota Perplexity, ma w swoich warunkach korzystania z usługi klauzulę zabraniającą użytkownikom ignorowania standardu robots.txt. Firma Amazon rozpoczęła „rutynowe” dochodzenie w sprawie korzystania przez nią z Amazon Elastic Compute Cloud.
W lipcu 2024 r. Perplexity ogłosiło uruchomienie nowego programu dla wydawców, w ramach którego będą oni dzielić się przychodami z reklam z partnerami.
W październiku 2024 r. „The New York Times” (NYT) wysłał do Perplexity zawiadomienie o zaprzestaniu uzyskiwania dostępu do treści NYT i ich wykorzystywania, twierdząc, że Perplexity narusza jego prawa autorskie, pobierając dane z jego witryny internetowej. NYT pozywa również firmy OpenAI i Microsoft o naruszenie praw autorskich za podobne wykorzystanie milionów artykułów firmy do trenowania dużych modeli językowych, które stanowią podstawę usługi ChatGPT. W zawiadomieniu o zaprzestaniu i zaniechaniu wysłanym przez prawników NYT można było przeczytać: „Perplexity i jego partnerzy biznesowi niesłusznie wzbogacili się, korzystając bez zezwolenia z ekspresywnego, starannie napisanego, zbadanego i zredagowanego dziennikarstwa »The Times« bez licencji”. Perplexity planował odpowiedzieć na zawiadomienie do 30 października 2024 r. W tym samym miesiącu Dow Jones i „New York Post” złożyły pozew przeciwko Perplexity, zarzucając naruszenie praw autorskich. W pozwie zarzuca się również, że Perplexity przypisywało cytaty z artykułu na temat samolotów F-16 dla Ukrainy, które nie pojawiły się w oryginalnym artykule.